# Tom York
Ne doit pas être confondu avec Thom Yorke.
Tom York est un acteur britannique, principalement connu pour son rôle de Sam Carne dans la série télévisée Poldark,.

## Biographie

### Jeunesse
Tom York est diplômé de la London Academy of Music and Dramatic Art (LAMDA).

### Carrière
Avant de décrocher le rôle principal dans la série fantastique Olympus en 2015, York a joué un rôle récurrent dans la série Tyrant en 2014.
Après Olympus, en 2016, York est apparu dans les séries Les Enquêtes de Morse, Inspecteur Barnaby, Meurtres au paradis et Agatha Raisin. En 2017, il a été choisi pour incarner Sam Carne dans la série de la BBC Poldark.

## Filmographie
Cinéma
| Année | Titre          | Rôle  | Remarques                     |
| ----- | -------------- | ----- | ----------------------------- |
| 2014  | The Ivory Year | Piers | Court métrage de la LAMDA     |
| 2023  | Stopmotion     | Tom   | Long métrage de Robert Morgan |

Télévision
| Année     | Titre                 | Rôle                        | Remarques                           |
| --------- | --------------------- | --------------------------- | ----------------------------------- |
| 2014      | Tyrant                | Bassan Al-Fayeed adolescent |                                     |
| 2015      | Olympus               | héros                       |                                     |
| 2016      | Les Enquêtes de Morse | Mike Maddox                 | Épisode Le Pays de cocagne          |
| 2016      | Inspecteur Barnaby    | Mitch McCordell             | Épisode Chaînes brisées             |
| 2016      | Meurtres au paradis   | Leo Richards                | Épisode L'Amour et ses conséquences |
| 2016      | Agatha Raisin         | Zac Leeson                  | Épisode Les Noces de glace          |
| 2017-2019 | Poldark               | Sam Carne                   | Saisons 3 à 5                       |